# Светлячки в саду
«Светлячки в саду» (англ. Fireflies in the Garden) — драма Дэнниса Ли.

## Сюжет
История распада обычной семьи, где у каждого из членов своя трагедия. Мать семейства Лиза (Джулия Робертс) погибает в автокатастрофе, виновником которой является её муж Чарльз (Уиллем Дефо). Сын Лизы и Чарльза, Майкл (Райан Рейнольдс), успешный писатель, издает «роман с ключом» о своем детстве и своей семье — авторитарном отце и идеальной матери. Но написанию книги противится вся семья — от тети до самого Чарльза…

## В ролях
- Райан Рейнольдс — Майкл Уичтер
- Уиллем Дефо — Чарльз Уичтер
- Эмили Уотсон — Джейн Лоуренс
- Хейден Панеттьер — юная Джейн Лоуренс
- Кэрри-Энн Мосс — Келли Хэнсон
- Джулия Робертс — Лиза Уичтер
- Йоан Гриффит — Эддисон
- Джордж Ньюберн — Джимми Лоуренс
- Чейз Эллисон — Кристофер Лоуренс

## Интересные факты
- В фильме один из главных героев читает стихотворение Роберта Фроста «Светлячки в саду», название которого стало названием данной ленты.
- Джулия Робертс играет мать героя Райана Рейнолдса, хотя в реальной жизни Робертс всего лишь на девять лет старше своего экранного сына.
- Для режиссёра и сценариста Денниса Ли сюжет картины в большой степени автобиографичен.
- Джулия Робертс, сыгравшая беременную мать героя, во время съемок действительно была беременна.
- Оператором картины является муж Джулии Робертс, Дэниэл Модер.